# Megachile bentoni
Megachile bentoni är en biart som beskrevs av Cockerell 1919. Megachile bentoni ingår i släktet tapetserarbin, och familjen buksamlarbin. Inga underarter finns listade i Catalogue of Life.